# Encañada (distrito)
Encañada é um distrito do Peru, departamento de Cajamarca, localizada na província de Cajamarca.

## Transporte
O distrito de Encañada é servido pela seguinte rodovia:
- PE-8B, que liga o distrito de Cajamarca à cidade de Chachapoyas (Região de Amazonas)
- PE-3NB, que liga a cidade de Tumbaden ao distrito de Bambamarca[1][2][3]